# Тайлаково (Чановський район)
Тайлаково (рос. Тайлаково) — присілок у Чановському районі Новосибірської області Російської Федерації.
Входить до складу муніципального утворення Старокарачінська сільрада. Населення становить 157 осіб (2010).

## Історія
Згідно із законом від 2 червня 2004 року органом місцевого самоврядування є Старокарачінська сільрада.

## Населення
| 2002 | 2007 | 2010 |
| ---- | ---- | ---- |
| 228  | ↘177 | ↘157 |